# マンクスミズナギドリ
マンクスミズナギドリ（マンクス水薙鳥、Puffinus puffinus）は、ミズナギドリ目ミズナギドリ科のなかで小形となる海鳥である。別名ヒメミズナギドリ（姫水薙鳥）。
マンクス (Manx) は「マン島の」という意味で、かつて、カーフ・オブ・マン（Calf of Man、マン島のすぐ南の小島）において、マンクスミズナギドリの大繁殖地が見られたことに由来する。だが、ここでの種は18世紀後半に、船の難破による偶発的なネズミの移入により減衰した。しかし近年、ミズナギドリの数を増加させるため、カーフ・オブ・マンからネズミが除去されている。

## 分布
北大西洋で繁殖し、主な繁殖地はイギリスやアイルランド周辺の島や海岸の断崖である。冬季はアフリカ南部の海域、および南アメリカ東部の南緯およそ10-50度の、ブラジル南部やアルゼンチン沖の水域へと、10,000km以上の渡りをする。

## 形態
全長約34cm (30-38cm)、翼開長約82cm (76-89cm)。翼は真っ直ぐで細長い。上面黒褐色、下面白色。白い翼下面の縁は暗色。くちばしは細くて黒く、足は淡紅色。雌雄ともよく似ており、周年同色で、幼鳥も成鳥とよく似る。

## 生態

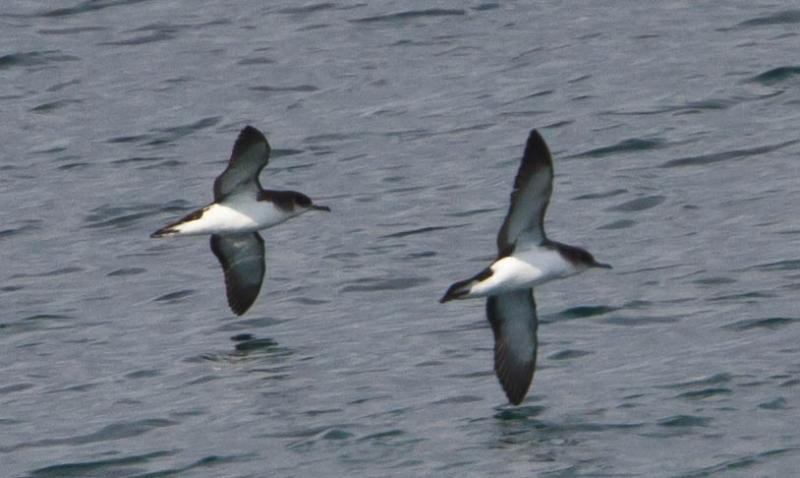
水を薙ぐような飛翔

普通は、ほとんど羽ばたかずに翼を左右に傾け、翼端が水面に触れるくらいに、水を「薙ぐ（刈る）」(‘shearing’) ようにして飛ぶ。飛行中は翼を体と直角に保っていて十字形に見え、上面は黒く、下面は白いため、海面低く飛んでいると黒から白へと交互に変化して見える。

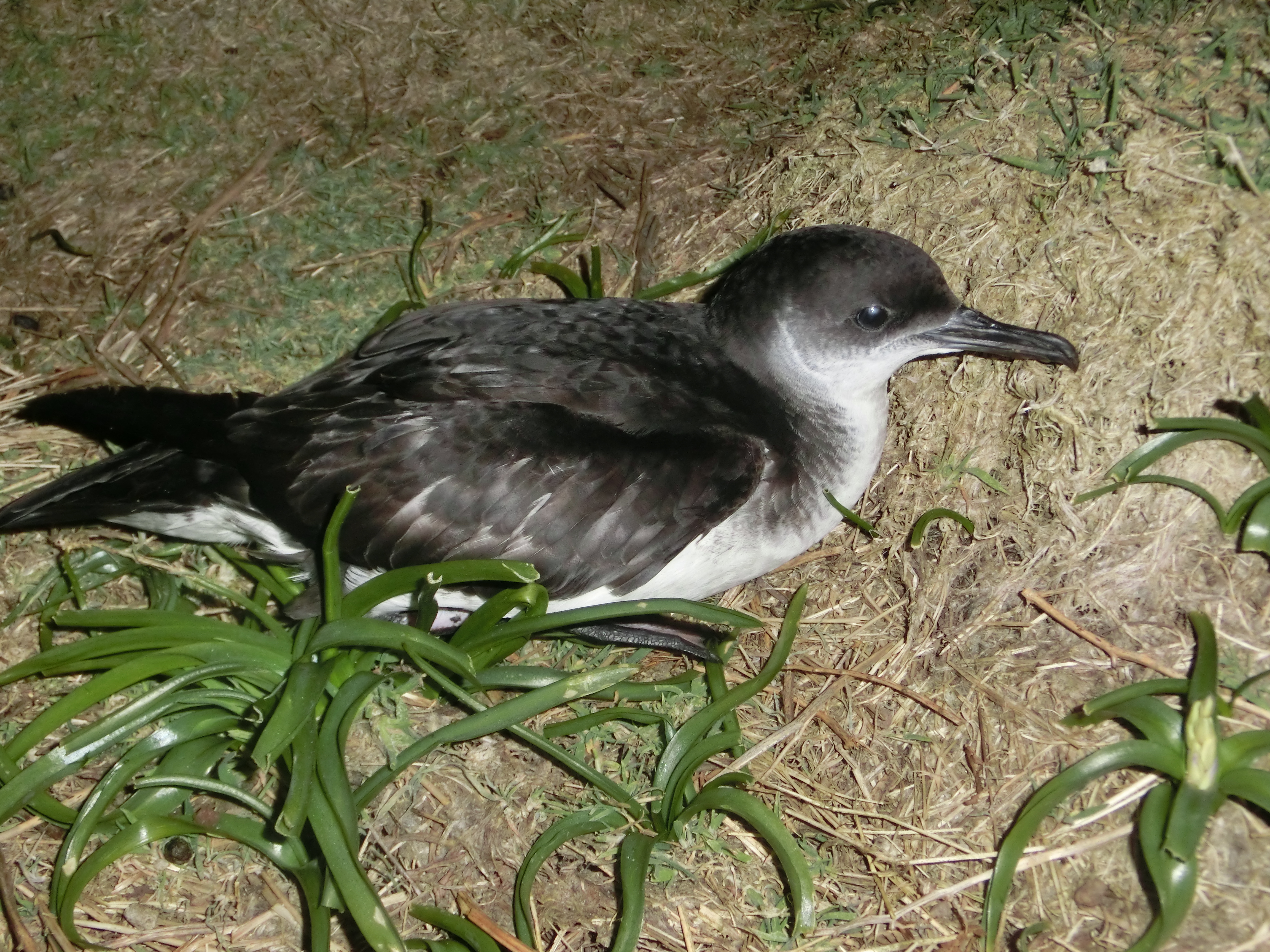
繁殖地の個体

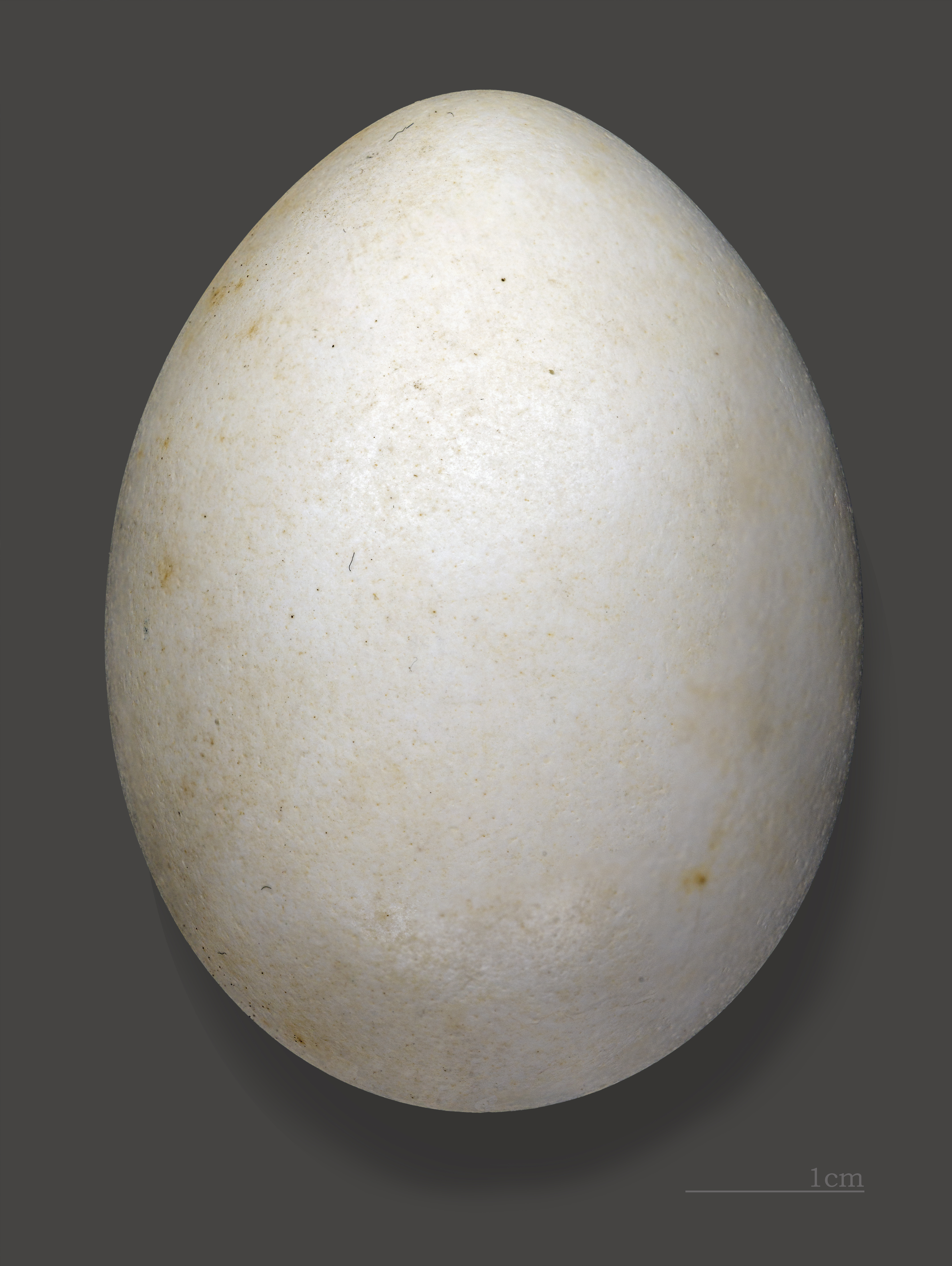
卵

海に近接する斜面か平地に、雌雄で穴を掘って巣を作り、集団で営巣する。古いウサギの巣穴も使われることがある。大形カモメ類の捕食を避けて夜のみ滞在し、4-5月に、1個の白い卵を産む。約50日の間、平均するとほぼ6日ごと雌雄交代して抱卵する。親鳥は孵った雛をおよそ60日経つと置き去りにし、雛はその後8-9日で巣立つ。
繁殖期以外は海洋で生活する。群れを作り、特に秋の渡りには船や岬から数多く見られる。海上では静かだが、夜、繁殖場所では騒がしく甲高い鳴き声でにぎわう。
海面上または水に浅く潜って捕食し、小さな魚（特にニシン、スプラット、イワシ）、頭足類（イカなど）、甲殻類、漁船からの魚くずなど水面の臓物を餌とする。